# 藤田玲
藤田 玲（ふじた れい、1988年9月6日 - ）は、東京都中野区出身の俳優、ミュージシャン。ドルチェスター所属。リセ・フランコ=ジャポネ・ド・東京から堀越高等学校に転校し卒業。大学は青山学院大学文学部第二部英米文学科に通っていたが、中退している。

## 略歴
モデルとしてデビューした後、2003年には『仮面ライダー555』の北崎役で俳優としてのデビューも果たす。
2013年初春公開の『牙狼〈GARO〉〜蒼哭ノ魔竜〜』への出演で第25回東京国際映画祭（TIFF）に招待され、2012年10月20日にグリーンカーペットを歩く。牙狼<GARO>シリーズで共演こそしていないものの、『牙狼〈GARO〉-魔戒ノ花-』で牙狼となる主人公の冴島雷牙役を演じる同い年の中山麻聖とは堀越高校の同級生で3年間同じクラスであった。出演者たちとはGARO Projectを結成。テレビアニメ『Over Drive』の大和武のキャラクターソング「Little wings fly high」の作曲なども手がけている。
インターナショナルスクール時代からの幼なじみとDUSTZというロックバンドを組んでいる。バンドでの名前は「Takuto」であったがメジャーデビューを期に「Ray」になった。DUSTZとしての活動については後述。
外国人のファンも多いことからブログは日本語と英語両方で書いている他、フランス語も流暢に話す。2013年7月にフランス・パリで開催されたJapanExpo（ジャパンエキスポ）にて、現地メディアの取材に対し流暢なフランス語でインタビュー対応をこなした。
アパレルブランド「DActiV-ID」のデザイナー名義はM.DAVIDとしてアパレル業界にも進出。
動物救援ボランティア活動殺処分低減活動に賛同し売上の一部収益を公益財団法人日本動物愛護協会に寄付をするブランドを設立。

## 出演

### テレビドラマ
- 「仮面ライダー555」（2003年、テレビ朝日） - 北崎 役
- 牙狼〈GARO〉シリーズ（テレビ東京） - 涼邑零 役
  - 「牙狼〈GARO〉」（2005年 - 2006年）　※準主役
  - 「牙狼〈GARO〉スペシャル 白夜の魔獣」（2006年12月）　※準主役
  - 「牙狼〈GARO〉〜MAKAISENKI〜」（2011年10月 - ）　※準主役
  - 「牙狼〈GARO〉-魔戒ノ花-」（2014年8月1日） （第17話）
  - 「絶狼〈ZERO〉-DRAGON BLOOD-」（2017年） ※主役[2]
- 愛の劇場「コスメの魔法2」（2005年5月 - 7月、TBS系列） - レイ 役 （第11 - 15話）
- 「プリンセス・プリンセスD」（2006年、テレビ朝日） - 四方谷裕史郎 役　※準主役
- 「戦場のガールズライフ」（2007年1月） - Takuto 役
- 「風魔の小次郎」（2007年10月） - 壬生攻介 役　※準主役
- 「RHプラス」（2008年1月） - 此衣遥 役
- 「俺たちは天使だ! NO ANGEL NO LUCK」（2009年7月 - 12月、テレビ東京） - NAVI / 弦巻剛 役　※準主役
- 「ヤンキー君とメガネちゃん」（2010年4月23日、TBS） - 第一話ゲスト
- 「もやしもん」（2010年7月 - 9月、フジテレビ） - 蒼井 役
- 「実験刑事トトリ2」（2013年10月26日、NHK） - 桃井弘実 役（第三話ゲスト）
- 「カフェパラダイス」（2016年10月、TOKYO MX 2） - 青木友宏 役
- 「Club SLAZY Extra invitation 〜Malachite〜」（2018年、TOKYO MX） - Odds 役
- 「八王子ゾンビーズ」（2020年1月11日、MXテレビ） - 琉斗 役
- 「おしゃ家ソムリエおしゃ子!」（2020年8月18日 - テレビ東京） - 舞楽ジャック 役
- 「片恋グルメ日記」（2020年10月11日 - MXテレビ） - 曲家りんご 役
- 「小河ドラマ 徳川☆家康」（2021年4月21日 - カンテレ Netflix他） - 石田三成 役
- 「片恋グルメ日記2」（2022年5月23日 - MXテレビ他） - 曲家りんご 役

### ネットドラマ
- 「TOKYO PROM QUEEN」（2008年5月、music.jp） - ナオヤ 役
- 「幼なじみ」（2008年6月、魔法のiらんどTV） - 健治 役

### 映画
- 渋谷怪談 サッちゃんの都市伝説 第三伝説『あこがれの人』（2004年） - 聡史 役　※主役
- 愛しあう事しかできない（2007年） - 慎 役
- Crazy Crow（2007年） - 森乱丸 役　※準主役
- 荒くれKNIGHT（2007年） - 井関 役（特別出演）
- ハードリベンジミリー ブラッディーバトル（2009年） - ヒューマ 役
- 20世紀少年 <最終章> ぼくらの旗（2009年）
- 前橋ビジュアル系（2011年） - ベース.ケン 役
- 牙狼-GARO-シリーズ
  - 牙狼〈GARO〉〜蒼哭ノ魔竜〜（2013年、第25回東京国際映画祭特別招待作品） - 涼邑零 役
  - 絶狼〈ZERO〉-BLACK BLOOD-（2014年） - 涼邑零 役　※主役
  - 牙狼〈GARO〉-月虹ノ旅人-（2019年） - ヨイチ 役
- 『我妻アベル』シリーズ - 我妻アベル 役
  - ボーダーライン」（2017年）※主役
  - ダブルドライブ〜狼の掟〜（2018年）※主役
  - ダブルドライブ〜龍の絆〜（2018年）
  - アウトロダブル（2022年）※主役[6]
- HE-LOW THE SECOND（2019年）
- 八王子ゾンビーズ（2020年） - 琉斗 役
- MANKAI MOVIE 『A3!』 - 古市左京 役
  - MANKAI MOVIE 『A3!』〜SPRING & SUMMER〜 （2021年12月）
  - MANKAI MOVIE 『A3!』〜AUTUMN & WINTER〜 （2022年3月）
- 富士山と、コーヒーと、しあわせの数式（2025年公開予定） - 清野蓮 役[7]

### 舞台
- 舞台「ルートヴィヒの鳥かご」（2003年） - 詩音 役 ※主役
- 舞台版 風魔の小次郎（2008年3月、新宿シアターアプル） - 壬生攻介 役
- 毛皮のマリー（2009年4月 - 6月、テアトル銀座 他）
- 舞台「俺たちは天使だ! NO ANGEL NO LUCK〜地球滅亡30分前!」（2009年8月26日 - 9月6日、池袋サンシャイン劇場） - NAVI / 弦巻剛 役
- 舞台「リンダリンダラバーソール」（2009年12月2日 - 6日、全労済ホール スペース・ゼロ） - レイン 役　※準主役
- ミュージカル「黒執事」-The Most Beautiful DEATH in The World- 千の魂と堕ちた死神（2010年5月3日 - 23日、赤坂ACTシアター 他） - ドルイット子爵 役
- 劇団キリン食堂 第8回公演「真魔界転生」（2010年11月24日 - 28日、六本木俳優座劇場） - 猿飛佐助 役 ※準主役
- ミュージカル「レ・ミゼラブル」 - モンパルナス 役
  - （2011年4月 - 6月、帝国劇場 他）
  - 30周年スペシャルウィーク特別カーテンコール（2017年6月、帝国劇場）
- 舞台「愛が殺せとささやいた」（2011年9月16日 -25日、草月ホール） - 鶴田幸一郎 役　※準主役
- ロックミュージカル「ROCK OF AGES／ロック・オブ・エイジズ」（2011年10月28日 - 11月19日、東京国際フォーラム・ホールC 他） - フランツ.クライマン 役
- 舞台「裁判長!ここは懲役4年でどうすか」
  - 裁判長！ここは懲役4年でどうすか The Stage（2012年1月25日 - 29日、全労済ホール スペース・ゼロ） - 弁護士、MC、被告人 役
  - 舞台「裁判長!ここは懲役4年でどうすか」2016（2016年10月19日 - 23日、全労済ホール スペース・ゼロ） - 橘秋介 役
- 朗読劇「ユンカース・カム・ヒア」（2012年7月3日 - 8日、ル・テアトル銀座） - ユンカース 役 ※主役
- ミュージカル「赤毛のアン」 - ギルバート・ブライス 役
  - （2012年8月12日 - 22日、北海道/東北/東海/近畿/中国/九州/関東:計10公演）
  - （2013年8月11日 - 21日、北海道/東北/東海/近畿/中国/九州/関東:計10公演）
  - （2014年8月17日 - 28日、北海道/東北/東海/近畿/中国/九州/関東:計9公演）
  - （2015年8月16日 - 27日、北海道/東北/東海/近畿/中国/九州/関東:計9公演）
  - （2016年8月14日 - 25日、北海道/東北/東海/近畿/中国/九州/関東:計9公演）
  - （2017年8月13日 - 24日、北海道/東北/東海/近畿/中国/九州/関東:計11公演）
- 舞台「マグダラなマリア」（2012年11月21日 - 30日、池袋サンシャイン劇場/12月7日 - 9日、新神戸オリエンタル劇場） - ロドリゴ・デ・ラ・ローサ役
- 舞台「ダブルブッキング!」（2013年1月9日 - 20日、本多劇場/「劇」小劇場/小劇場「楽園」3劇場同キャスト同時公演） - 藤崎竜一 役
- 朗読劇「あぶな絵、あぶり声〜tribute〜｣（2013年3月30日・31日、ラフォーレミュージアム六本木） - 表裏な女 役
- 「殺人鬼フジコの衝動」 - 裕也 役
  - 初演（2013年4月17日 - 21日、六本木俳優座劇場）
  - 再演（2015年4月15日 - 19日、全労済ホール スペース・ゼロ）
- 火遊び pray.01「さよなら東京、さあ座って帰ろうか。」（2013年9月4日 - 8日、目白シアター風姿花伝） - 白澄 役 ※友情出演
- 「Club SLAZY」 - Odds 役
  - Club SLAZY The 2nd invitation 〜Sapphire〜（2013年12月6日 - 15日、全労済ホールスペース・ゼロ）
  - Club SLAZY The 4th invitation 〜Topaz〜（2015年12月9日 - 27日、全労済ホールスペース・ゼロ 他）
  - Club SLAZY The final invitation 〜Garnet〜（2016年12月7日 - 13日、品川プリンスホテル クラブeX）
  - Club SLAZY Special LIVE 2016（2016年12月29日 - 31日、梅田芸術劇場シアター・ドラマシティ）
- 「メサイア -白銀ノ章-」（2014年1月、シアターGロッソ） - 評議会・御伯 役
- アメスタweb朗読劇「5 year after」（2014年1月、アメーバスタジオ） - 25歳 役
- ミステリーステージ「名探偵コナン」〜殺意の開演ベル〜（2014年6月4日 - 15日、紀伊国屋サザンシアター/6月20日- 22日、松下IMPホール） - 鶴見庸 役
- 舞台『PERSONA3 the Weird Masquerade』- 荒垣真次郎 役
  - 〜群青の迷宮〜（2014年9月16日 - 23日、シアター1010）
  - 〜碧色の彼方へ〜（2017年4月20日 - 23日、シアターGロッソ） ※特別出演
- 舞台「戦国BASARA」 - 柴田勝家 役
  - 戦国BASARA4（2014年10月31日 - 12月7日、東京ドームシティホール 他）
  - 戦国BASARA4 皇（2016年1月21日 - 2月7日、Zeppブルーシアター六本木 他）
- 最遊記歌劇伝 －Burial－（2015年1月8日 - 12日、シアターGロッソ） - 健邑 役
- 舞台「ユメオイビトの航海日誌」（2015年2月11日 - 15日、シアターサンモール） - マカオ 役
- ミュージカル「南太平洋」 - ジョー・ケーブル海兵隊中尉 役
  - （2015年7月9日 - 8月13日、シアタ−1010/天王洲銀河劇場/愛知/兵庫/鳥取/和歌山/熊本/大分/福岡）
  - （2016年7月3日 - 8月4日、新国立劇場中劇場/埼玉/長野/石川/富山/栃木/秋田/岩手）
- 美内すずえ×ガラスの仮面劇場「女海賊ビアンカ」（2015年9月9日 - 13日、AiiA 2.5 Theater Tokyo） - ビセンテ 役
- 舞台「BOY BAND ボーイバンド」（2015年10月15日 - 31日、よみうり大手町ホール 他） - 堀部克己 役
- おん･すてーじ 真夜中の弥次さん喜多さん（2016年1月10日、シアターGロッソ） - うその喜多さん 役
- 舞台「インフェルノ」（2016年9月3日 - 9月11日、シアターGロッソ） - サーシャ 役
- 舞台「カフェ・パラダイス」（2016年11月23日 - 27日、博品館劇場） - 青木友宏 役
- ミュージカル「手紙」2017（2017年1月20日 - 2月12日、新国立劇場小劇場 他） - 寺尾祐輔、コロス 役
- ライブ・スペクタクル「NARUTO-ナルト-」 - ヤマト隊長 役
  - 〜暁の調べ〜（2017年5月19日 - 8月6日、渋谷Aiia2.5シアター/シンガポール/大阪/上海） - ヤマト隊長 役
  - 〜暁の調べ〜 再演（2019年10月25日 - 12月22日、天王洲 銀河劇場 他）
- ミュージカル「スカーレット・ピンパーネル」（2017年11月13日 - 12月5日、梅田芸術劇場メインホール 他） - フャーレイ 役
- 音楽劇「夜曲」（2017年12月14日 - 18日、東京芸術劇場 プレイハウス） - 十五 役
- 「GANTZ:L -ACT＆ACTION STAGE-」（2018年1月26日 - 2月6日、天王洲 銀河劇場） - 矢野誠 役
- ミュージカル「刀剣乱舞」- 榎本武揚 役[8]
  - 〜結びの響、始まりの音〜（2018年3月24日 - 5月6日、日本青年館ホール 他）
  - 真剣乱舞祭2018（2018年11月24日 - 12月16日、幕張メッセ国際展示場ホール 他）
  - 真剣乱舞祭2022（2022年5月8日 - 6月26日、サンドーム福井 他）
  - ㊇ 乱舞野外祭（すえひろがり らんぶやがいまつり）（2023年9月17日 - 24日、富士急ハイランド・コニファーフォレスト）[9]
  - 目出度歌誉花舞 十周年祝賀祭（2025年7月29日・30日、東京ドーム）[10]
- MANKAI STAGE『A3!』- 古市左京 役[11]
  - 〜SPRING & SUMMER 2018〜（2018年6月28日 - 7月16日、天王洲 銀河劇場 他 / 10月26日 - 11月4日、天王洲 銀河劇場）
  - 〜AUTUMN & WINTER 2019〜（2019年1月31日 - 3月24日、日本青年館ホール 他）
  - 〜SPRING 2019〜（2019年4月25日 - 6月2日、天王洲 銀河劇場 他）
  - 〜AUTUMN 2020〜（2020年1月18日 - 3月1日、品川プリンスホテル ステラボール 他）
  - 〜Four Seasons LIVE 2020〜（2020年9月17日 - 20日、東京ガーデンシアター）
  - Troupe LIVE〜AUTUMN 2021〜（2021年12月8日 - 12日、東京国際フォーラム ホールC）
  - ACT2! 〜SUMMER 2022〜（2022年7月16日 - 8月21日、TACHIKAWA STAGE GARDEN 他）声の出演[12]
  - ACT2! 〜AUTUMN 2022〜（2022年11月4日 - 12月5日、東京ドームシティホール）
  - ACT2! 〜WINTER 2023〜（2023年1月21日 - 2月26日、TACHIKAWA STAGE GARDEN 他）映像出演[13]
  - ACT2! 〜AUTUMN 2023〜（2023年11月・12月、東京 / 大阪）[14]
  - 〜Four Seasons LIVE 2024〜（2024年10月31日 - 11月4日、東京ガーデンシアター）[15]
  - ACT3! 〜2025〜（2025年3月22日 - 5月10日、KAAT神奈川芸術劇場 ホール）[16]
- 「八王子ゾンビーズ」（2018年8月5日 - 8月19日、TBS赤坂ACTシアター） - 琉斗 役[17]
- 配信朗読劇「予告犯」（2018年9月16日・18日・19日・23日、あうるすぽっと） - カンサイ役
- Rock Opera『R&J』（2019年6月14日 - 7月7日、日本青年館ホール 他） - ティボルト 役
- 『私に会いに来て』（2019年9月13日 - 9月20日、新国立劇場 他） - キム・インジュン 役※主役
- 『Dear my パパ』（2019年9月26日 - 9月29日、中野ポケット） - 観音崎ジェイコブはじめ 役
- ホイッスル・ダウン・ザ・ウィンド 汚れなき瞳（2020年3月7日 - 4月30日、日生劇場 他）
- うち劇『エンドレス・ボヤージュ〜明日への脱出〜with DOLCE STAR』（2020年10月24日、うち劇配信） - 江戸川吉右衛門 役
- ミュージカル『IF/THEN』（2021年1月8日 - 2月14日、シアタークリエ 他） - デイビッド 役 ※新型コロナウイルスの影響により全公演中止
- 『錦田警部はどろぼうがお好き』（2021年3月11日 - 21日、品川プリンスホテルクラブ eX） - 錦田警部 役
- てれびのおばけ（2021年4月14日 - 4月18日、下北沢・本多劇場）
- ミュージカル『憂国のモリアーティ』 - チャールズ・オーガスタス・ミルヴァートン 役
  - Op.3 -ホワイトチャペルの亡霊-（2021年8月5日 - 22日、品川プリンスホテル ステラボール 他）
  - Op.4 -犯人は二人-（2023年1月27日 - 2月12日、新歌舞伎座 他）
- 朗読劇「ラストダンスは私に」 〜岩谷時子生誕 105 年記念 〜（2021年9月1日、ニッショーホール） - 越路吹雪夫 役
- 「BANANA FISH」THE STAGE -後編 （2022年1月20日 - 30日、品川プリンスホテル ステラボール） - ブランカ 役
- 「next to normal」（2022年3月25日 ｰ 4月17日、シアタークリエ） - ドクター・マッデン 役
- 舞台「呪術廻戦」 （2022年7月15日 - 8月14日、天王洲 銀河劇場 / メルパルクホール大阪） - 夏油傑 役
  - 舞台「呪術廻戦 0」WITH LIVE BAND（2024年12月13日 - 29日、天王洲 銀河劇場 / 2025年1月18日 - 19日、SkyシアターMBS）[18][19]
  - 舞台「呪術廻戦」-懐玉・玉折-（2025年8月22日 - 31日〈予定〉、天王洲 銀河劇場 / 9月5日 - 7日〈予定〉、SkyシアターMBS）[20][21]
- ミュージカル『新テニスの王子様』Revolution Live 2022（2022年10月6日 - 10日、幕張メッセ 幕張イベントホール） - 平等院鳳凰 役（特別出演）[22]
- 笑う門には福来・る祭『明治座でどうな・る家康』（2022年12月23日 - 26日、明治座） - 織田信長 役
- ミュージカル「フィーダシュタント」（2023年3月16日 - 26日、ニッショーホール） - ラインハルト・クレア 役
- 舞台「DOLL」（2023年6月1日 - 18日、渋谷区文化総合センター大和田 さくらホール、他） - ディアベル、刑事 役
- 明治モダン歌劇「恋花幕明録〜前日譚〜」（2024年2月8日 - 18日、IMM THEATER / 2月23日 - 25日、AiiA 2.5 Theater Kobe） - エドワルド・スネル 役[23]
- 舞台「パリピ孔明」（2024年5月3日 - 6日、天王洲 銀河劇場 / 5月10日・11日、サンケイホールブリーゼ） - 諸葛孔明 役 ※主役[24]
- 舞台「Butlers’ 歌劇『悪魔執事と黒い猫』〜薔薇薫る舞踏会編〜」（2024年6月7日 - 16日、IMM THEATER） - ベリアン・クライアン役 [25]
- ミュージカル「七色いんこ」（2024年9月14日 - 16日、COOL JAPAN PARK OSAKA WWホール / 9月20日 - 29日、品川プリンスホテル ステラボール） - トミー 役[26]
- ラヴ・レターズ〜2025 New Year Special〜（2025年1月21日、PARCO劇場） - アンディ 役[27]
- 池袋サンシャイン座長フェスティバル 〜「堂々めぐりの人斬り狼」&「西部のハリーはあばれ馬」〜（2025年2月24日、池袋サンシャイン劇場）[28]

### テレビ番組
- テレビ神奈川「猫のひたいほどワイド」（2016年4月7日 - 2020年3月26日）木曜MC
- 「藤田玲の#カモマイームチャブリすごろくバラエティー」（2022年1月3日 - ）メインMC（tvk、TOKYO MX、とちテレ、群馬テレビ、サンテレビ、他）

### オリジナルビデオ
- 仮面ライダー555 20th パラダイス・リゲインド（2024年） - 北崎望 役[29]

### ゲーム
- ポイッとヒーロー（2015年、携帯ゲームアプリ） - ドレーク、カモホアリイ
- ブラックスター -Theater Starless-（2019年、携帯ゲームアプリ） - ケイ（歌唱）
- 仮面ライダーバトル ガンバライジング（2022年、アーケード） - ドラゴンオルフェノク[30]
  - 仮面ライダーバトル ガンバレジェンズ（2023年、アーケード） - ドラゴンオルフェノク 役
- 18TRIP（2024年、スマートフォン向けゲームアプリ） - 曽潤 役

### CM・広告
- メガネスーパー（2009年度イメージモデル）
- エステー「脱臭炭」（2015年）[31]
- 「GAMES GLORIOUS」（2016年 ブランドイメージキャラクター）
- ショウワノートCM（2019年〜2023）[32]

### 玩具
- COMPLETE SELECTION MODIFICATION DELTAGEAR（2019年9月） - 北崎 / 仮面ライダーデルタ 役
- 仮面ライダー555 CSMファイズドライバーNEXT（2024年10月28日）
- 仮面ライダー555 CSMミューズドライバー（2025年11月）

### その他
- 『ACTORS☆LEAGUE in Basketball 2022』- 解説者として出演
  - 2022年10月11日、東京体育館メインアリーナ

## 音楽活動

### DUSTZ
- Rayの小学校時代の同級生2人（KenT、GUS）と2006年に結成されたロックバンド。ほとんどの作詞はRayが担当していたが三人に戻ったのと同時にメンバー全員で作詞をしている。インディーズ時には「L&P」というチャリティーライブを行っていた。
- 2008年3月26日に「Future」でBe On Key Recordsからインディーズデビューし、2009年5月27日に「Break & Peace」でEpic Records Japanからメジャーデビューする。
- 2009年6月21日にフランス・パリの音楽祭「Fetes de la Musique（音楽の日）」に参加し“凱旋ライブ”を行った。その時海外にもかかわらず延べ3,000人の集客があった。
- 2011年発売のシングル「Criez」よりLADY GAGAのマスクを手掛けたことでも知られる小島穣二、ファッションデザイナー塩内浩二、そして自身のブランドも展開する舘鼻則孝によるクリエイティヴディレクターチームとコラボレーションしたアートワークを発表する。
- 2011年12月14日にリリースしたファースト・フル・アルバム『TROIS』内で、DUSTZのメンバーのルーツでもあるDragon Ashの“Fantasista”をカヴァー。この楽曲にはリンプ・ビズキットのウェス・ボーランド（ギター）とジョン・オットー（ドラムス）が参加している。
- 2014年3月8日、約2年半ぶりのシングル「S#0」でDOLCE STAR RECORDS（所属事務所運営）に移籍（事実上、インディーズへ復帰）。

#### メンバー
- Ray（Vocal）/藤田玲（インディーズ時はTakuto）
- Kohei（Guitar）/江畑こーへー
- hello（DJ）/藤野雄也

#### 元メンバー
- NZM（Guitar）/若井望（EX.RUSHMORE）
- 80（Guitar）/Etienne（エティエンヌ）
- Naoki（Drums）/川野直輝（EX.STARS）
- KenT（Guitar）/横山ミッシェル千裕
- GUS（Bass）/興梠オースティン

#### シングル
インディーズ
1. 「Future」（2008年3月26日）　Be On Key Records
デビューシングル。ミュージックカウントダウン最高18位。タワーレコードインディーズランキング最高2位。テレビ東京系「モヤモヤさまぁ〜ず2」EDテーマ。
2. 「Lapis lazuli」（2009年2月14日）　Be On Key Records
2ndマキシシングル。タワーレコードインディーズランキング　デイリー&ウィークリー共に1位。同総合ランキング（メジャーも含め）3位。
3. 「S#0」（2014年3月8日発売） DOLCE STAR RECORDS
『絶狼〈ZERO〉-BLACK BLOOD-』エンディングテーマ。
4. 「Zoë〜Beautiful World〜」（2017年2月25日発売） DOLCE STAR RECORDS
「絶狼＜ZERO＞ -DRAGON BLOOD-」エンディングテーマ。
5. 「BORDERLINE -Aside-」（2018年8月25日発売） DOLCE STAR RECORDS
「映画「ダブルドライブ〜狼の掟〜」主題歌。
6. 「trigger」（2020年10月31日発売） DOLCE STAR RECORDS
7. 「piano」（2024年2月14日発売） DOLCE STAR RECORDS
TOKYO MX『#バラいろダンディ 』1月エンディングテーマ曲。

メジャー
1. 「Break & Peace」（2009年5月27日）　Epic Records Japan
1stメジャーシングル。TBS系テレビアニメ『戦国BASARA』EDテーマ。
2. 「Brilliant Day」（2009年10月7日発売）　Epic Records Japan
テレビ東京ドラマ『俺たちは天使だ! NO ANGEL NO LUCK』挿入歌。
3. 「Criez」（2011年4月6日発売）　Epic Records Japan
4. 「spiral」（2011年8月31日発売）　Epic Records Japan
TBS系テレビアニメ『BLOOD-C』OPテーマ。

#### アルバム
1. 「TROIS」（2011年12月14日発売）　Epic Records Japan

### 藤田玲（俳優活動時）
- 「牙狼（GARO）〜僕が愛を伝えてゆく〜」（2006年7月）GARO Project
- 「赤いバラ」（2006年11月）GARO Project
- 「Treasure」（2006年8月）姫：鎌苅健太、藤田玲、佐藤健
- 「Raindrops」（2006年11月）四方谷裕史郎：藤田玲
- 「Over Drive」（2008年）大和武のキャラクターソング「Little wings fly high」作曲。
- 「氷葬 Hoarfrost」（2007年12月）壬生攻介：藤田玲
- 「CLUB Slazy2」（2014年4月）「Theme of SLAZY」「DRUG」「Peeps Gospel」「AtoZ」計4曲　Odds：藤田玲

#### DUSTZ参加チャリティーイベント
- LFJT presents DUSTZ Birthlive!（Lycée+Ray主催）
- L&P（DUSTZ主催）
- Save Japan!（東日本大震災復興チャリティ-）
- Stand UP↑ Japan！（西川貴教主催）
- Show your heart！（GACKT主催）
- Child Aid Live児童虐待防止キャンペーン（TMN木根尚登主催）

## ラジオ
- Ray Line（2008年4月 - 2008年12月、FM西東京84.2）
- ドル☆ラジ（2014年7月 - 、RainbowtownFM79.2）

## 写真集
- 1st写真集 藤田玲Xハービー山口「Une Journee」（2007年1月、スタジオワープ、ISBN 486010210X）